# 北条氏時
北条 氏時（ほうじょう うじとき）は、戦国時代の武将。伊勢盛時（北条早雲）の子。初代玉縄城主。

## 生涯
伊豆国・相模国の戦国大名・伊勢盛時（北条早雲）の子として誕生した。生年は不明であるが、嫡男・北条氏綱と同腹の次男と推定されており、氏綱（1487年）から四弟・長綱（幻庵・1493年、一説に1501年）までの間ということになる。
氏時に関する史料は極めて少ない。享禄2年（1529年）5月15日付で伊豆国の三島大社護摩堂に宛てたものが初見文書であり、伊豆郡代または韮山城主であったと考えられる。次の文書は同年8月19日付の相模国東郡二伝寺（藤沢市）宛てのもので、この時には玉縄城主になっていたことになる。
大永6年（1526年）、安房国の里見義豊が相模国鎌倉に乱入してきた際、戸部川で迎撃したとされている。なお、戦後両陣営で首を交換し、それを埋め弔うために建てた供養塔（玉縄首塚）が残っており、供養は現在も「玉縄史蹟まつり」として毎年継承されている（鶴岡八幡宮の戦い）。
享禄4年（1531年）8月18日に死去した。子がなかったため、玉縄城主は兄・氏綱の子の為昌に引き継がれた。

## 備考
歌舞伎演目『本朝廿四孝』に「足利将軍義晴の頃、信濃村上義清と組んで行動する"小田原の太守北条氏時"」なる登場人物があるが、これは本記事の人物とも他の同名人物とも関係なく、実在しない。